# Schloss Waldershof

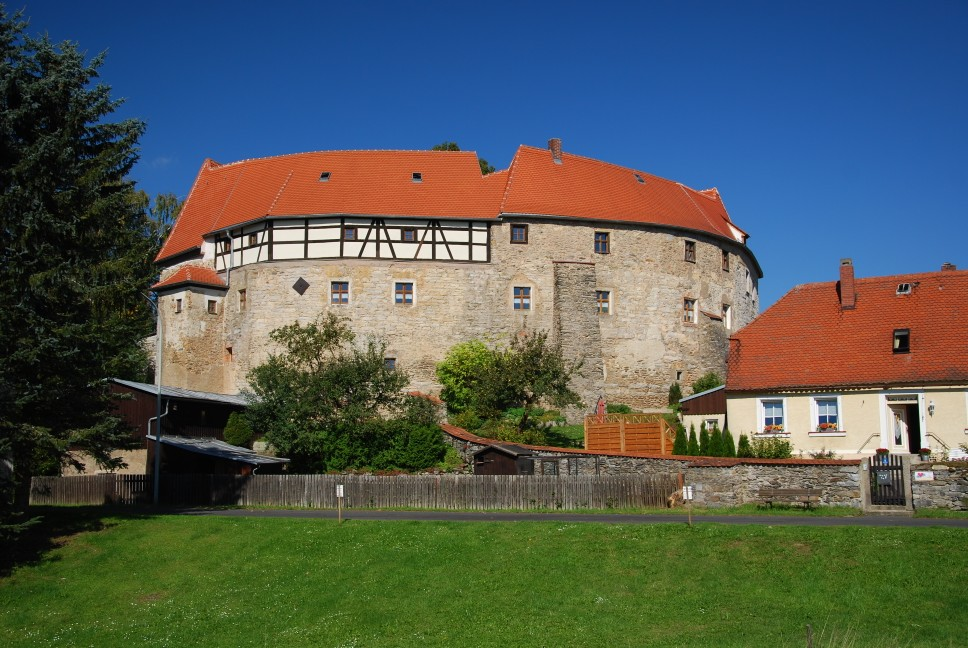
Ansicht von Schloss Waldershof

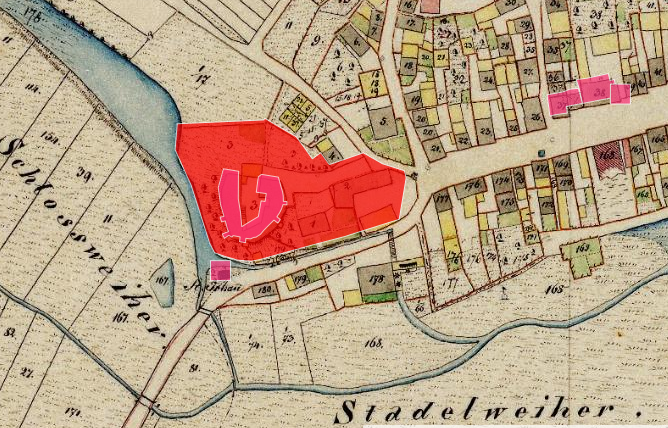
Lageplan von Schloss Waldershof auf dem Urkataster von Bayern

Das denkmalgeschützte Schloss Waldershof befindet sich in der gleichnamigen Oberpfälzer Gemeinde Waldershof im Landkreis Tirschenreuth (Schloßweg 1 und 3). Die Anlage wird als Bodendenkmal unter der Aktennummer D-3-6038-0020 im Bayernatlas als „archäologische Befunde im Bereich des ehem. Schlosses in Waldershof, zuvor mittelalterliche Burg“ geführt. Ebenso ist sie unter der Aktennummer D-3-77-157-8 als denkmalgeschütztes Baudenkmal von Waldershofverzeichnet.

## Geschichte
Die Landgrafen von Leuchtenberg schenkten 1263 die ursprüngliche Burg dem Kloster Waldsassen. Die Anlage wurde mehrfach als Ganerbenburg beschrieben. Die Äbte von Waldsassen fanden 1280 Ansprüche des Friedrich von Waldershof und 1335 des Friedrich Freiterspeck von Bibra ab. In der Folgezeit wurde die Burg u. a. an die Familie von Hirschberg verpfändet. 1471 erfolgte der Ausbau zum Schloss. Bis zur Säkularisation 1803 war das Schloss Richterwohnung.